# Petnjica (Šavnik)
Petnjica (kyrillisch Петњица, teilweise latinisiert auch Petnica geschrieben) ist ein Ort in der Gemeinde Šavnik in Montenegro. Im Jahre 2006 hatte Petnjica 29 Einwohner.
Petnjica ist der Geburtsort des wegen Kriegsverbrechen während des Bosnienkrieges verurteilten früheren Präsidenten der Republika Srpska Radovan Karadžić.